# Yevgueni Písarev
Yevgueni Písarev –en ruso, Евгений Писарев– (17 de agosto de 1988) es un deportista ruso que compitió en halterofilia. Ganó una medalla de bronce en el Campeonato Europeo de Halterofilia de 2009, en la categoría de +105 kg.

## Palmarés internacional
| Campeonato Europeo | Campeonato Europeo | Campeonato Europeo | Campeonato Europeo |
| Año                | Lugar              | Medalla            | Categoría          |
| ------------------ | ------------------ | ------------------ | ------------------ |
| 2009               | Bucarest (Rumania) | Medalla de bronce  | +105 kg            |